# Troides minos
Troides minos — дневная бабочка из рода Troides семейства Парусников. Видовое название дано в честь Миноса — мифического царя Крита.
Ранее иногда рассматривался как подвид Troides helena — Troides helena cerberus.

## Описание
Вид является самой крупной по размаху крыльев  бабочкой Индии. Размах крыльев достигает 140—190 мм. Самка несколько крупнее самца. Основной фон крыльев самца бархатистый, чёрного цвета. На передних крыльях беловатое напыление вдоль главных жилок крыла. Центральные поля нижних крыльев образуют крупное ярко-жёлтое пятно, лишь с небольшой чёрной каймой по края крыла.
Основной фон крыльев самки — чёрно-бурый с более выраженным белым напылением на передних крыльях. Жёлтое пятно на нижних крыльях менее яркое, чем у самца, с крупными треугольными чёрными пятнами, по одному в каждой ячейке крыла.

## Ареал и местообитания
Эндемик Южной Индии, наиболее часто встречается в Западных Гхатах, реже — в Восточных, где поднимается горы на высоты до 900—1300 метров над уровнем моря.

## Гусеницы
Гусеницы питаются листьями растений из семейства Кирказоновые, в частности: Кирказон индийский, Aristolochia tagala и Thottea siliquosa.

## Замечания по охране
Вид занесён в перечень чешуекрылых экспорт, реэкспорт и импорт которых регулируется в соответствии с Конвенцией о международной торговле видами дикой фауны и флоры, находящимися под угрозой исчезновения (СИТЕС).